# Saint-Germain-des-Prés (Tarn)
Saint-Germain-des-Prés è un comune francese di 851 abitanti situato nel dipartimento del Tarn nella regione dell'Occitania.

## Società

### Evoluzione demografica
Abitanti censiti